# Tahitiral
De tahitiral (Hypotaenidia pacifica, synoniem: Gallirallus pacificus) is een uitgestorven vogel uit de familie van de rallen (Rallidae).

## Beschrijving
Deze ral is alleen bekend door een aquarel van Georg Foster. Die kreeg in 1773 van zijn vader Johann Reinhold Forster een specimen, toen beiden meevoeren op de tweede wereldreis van kapitein James Cook.
Tot het jaar 1844 zijn er op Tahiti waarnemingen van de tahitiral en tot 1930 waarschijnlijke waarnemingen op een nabijgelegen eiland. Predatie door verwilderde katten en ingevoerde ratten is een oorzaak van het uitsterven. Sinds 1988 staat deze vogel als uitgestorven op de Rode Lijst van de IUCN.

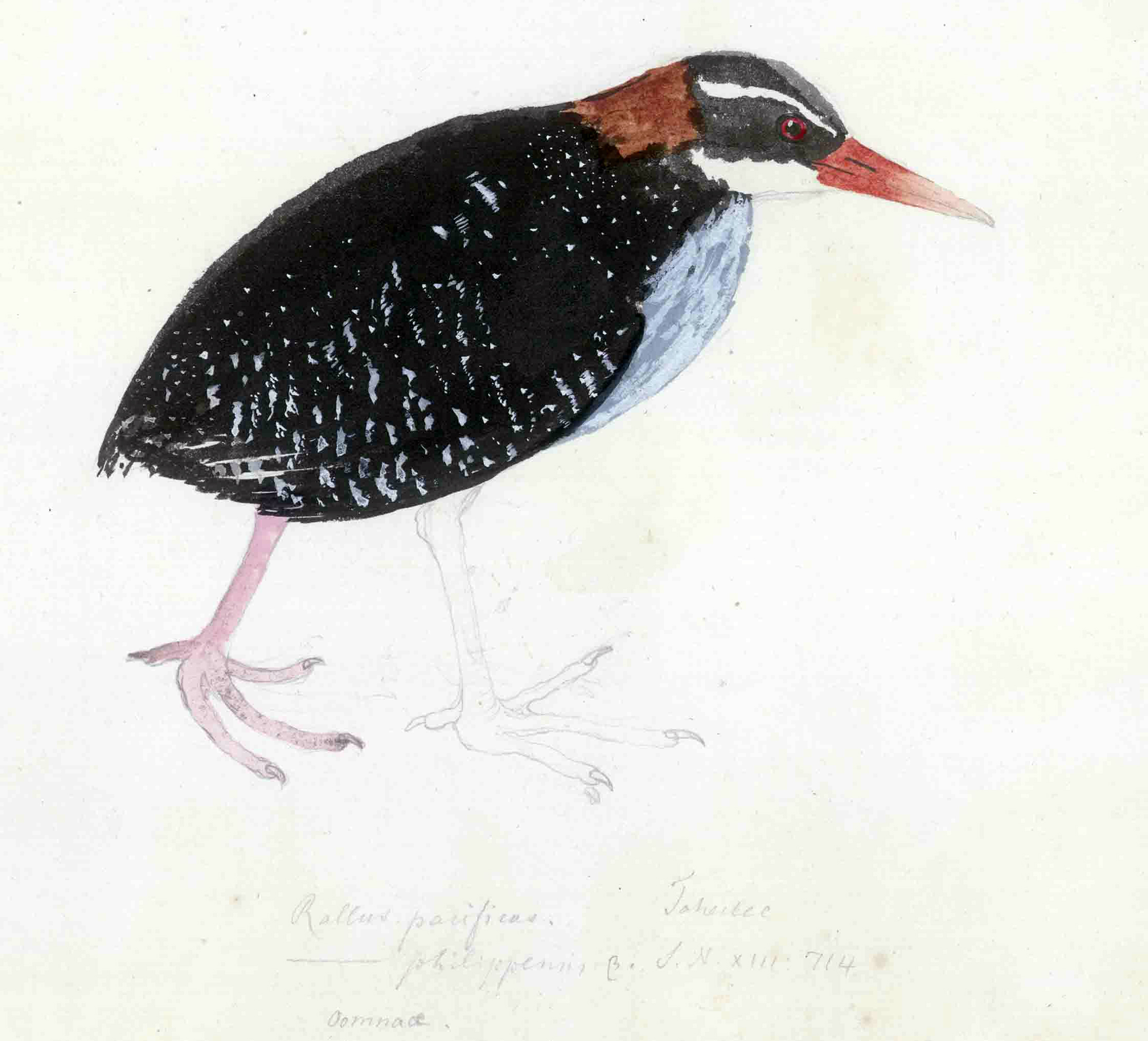
Een weergave van de aquarel van George Foster. De kleuren zijn mogelijk verbleekt.